# Діонісій (Жабокрицький)
Діоні́сій Жабокри́цький гербу Уляницькі (світське ім'я Дмитро́ Жабокри́цький, пол. Dionizy Dymitr Żabokrzycki herbu Ulanicki; бл. 1652, Луцьк — 1715, Москва) — єпископ православної, а потім Руської унійної церкви; з 1695 року — православний, а з 1702 року — унійний єпископ Луцький і Острозький.

## Життєпис
Народився в Луцьку в волинській гілці руського шляхетського роду Жабокрицьких гербу Уляницький. Його батько був православним, а мати — католичкою.
Навчався в Краківській Академії. Був підчашим вількомирським, в 1674 — каптуровий суддя Волинського воєводства. Був одружений з шляхтянкою Маріанною з Немиричів, в першому шлюбі Гулевич, мав двох дітей: сина Бенедикта Григорія та доньку Маріанну, видану за шляхтича Сомплавського.
Після розлучення з дружиною обрав духовний стан. Обирався старостою Луцького православного братства (1677—1686). В 1684 р. призначений Київським підвоєводою, а з 1691 р. був також підстаростою кременецьким. Сприяв відновленню кременецького Богоявленського братства. В 1693 р. став земським писарем в Луцьку. В 1695 р., по смерті Луцького єпископа Атанасія Шумлянського, духовенство, члени братства і шляхта Луцької єпархії обрали саме Дмитра Жабокрицького його наступником, цей вибір був підтверджений королем Яном III Собеським. Дбав про належну освіту для духовенства єпархії та покращення матеріального стану монастирів, домігся повернення від уніятів Гойського і Підгорецького монастирів та Овруцької архимандрії. В своїй діяльності наштовхнувся на сильну протидію з боку уніятів. Не дивлячись на підтримку Діонісія Жабокрицького київським духовенством, гетьманом Іваном Мазепою та польським королем Августом ІІ Сильним, московський патріарх Адріан не благословив Київського митрополита Варлаама Ясинського на висвячення Діонісія в єпископи, оскільки до свого обрання той був одружений з вдовою, що заборонялось православними церковними канонами. Висвячення Діонісія Жабокрицького в 1700 році мармароським архієпископом Йосифом Стойкою не було визнане не тільки католиками й уніатами, але й православними. 
В 1702 році приєднав православну Луцьку єпархію до унійної Київської митрополії (на той момент залишався єдиним православним єпископом в Польщі, єдиною православною єпархією залишилось Полоцьке єпископство в Великому князівстві Литовському). Завзято поширював унію в своїй єпархії. Під час північної війни, коли на Волинь зайшла московська армія, православні підняли бунт в єпархії проти унії, а він змушений був виїхати за межі єпархії: в 1704 перебував у єпископа Перемиського Юрія Винницького, в 1705 був в обозі у короля Станіслава І Лещинського. В 1706 році повернувся на Волинь, однак був звинувачений у виступах проти московського війська, змушений був виїхати в Угорщину в 1707 році. Після повернення до Луцька в 1708 році його спробували схопити, однак він зумів врятуватися втечею до обозу коронного гетьмана Адама Сенявського. У 1709 році його все ж таки схопили і видали росіянам, котрі спочатку вивезли його в Київ, а в 1710 — в Москву. Там його спочатку допитували та всіляко принижували (тиждень не давали ні їди, ні одежі), потім запропонували повернення в єпархію за умови відмови від унії, на що владика не погодився. За це був засуджений до заслання та довічного ув'язнення. Від 1711 року перебував був у Соловецькому монастирі. В часі свого заслання зустрів приязне до себе ставлення архієпископів Холмогорських Рафаїла Краснопольського та Варнави Волатковського. Згодом відправлений до Москви, де і помер у 1715 році..